# マグネート (駆逐艦)

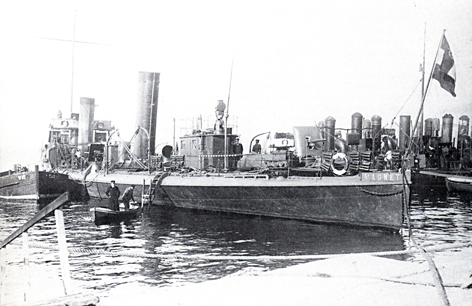
「マグネート」

マグネート (SMS Magnet) は、オーストリア＝ハンガリー帝国海軍の駆逐艦ないし水雷砲艦。
「マグネート」は設計排水量485.04トン、長さ71.0メートル、幅8.2メートルであった。1916年の被雷による損傷の修理後は長さは68・82メートルとなった。
機関はソーニクロフト式水管ボイラー4基と3気筒3段膨張蒸気機関2基で、最大出力5776馬力、最大速力26ノット、平均出力5652馬力、平均速力25.72ノットであった。1916年の修理改修後には平均速力20・23ノットに落ちている。燃料搭載党は石炭100トンで、航続距離は12ノットで2000浬であった。
兵装は44口径47mm砲6門と45cm魚雷発射管3門であった。配置は47mm砲は船首楼上と艦尾に各1門と艦橋と後部煙突の左右にそれぞれ1門、魚雷発射管は前部煙突の左右に各1門と、艦尾47mm砲の前に1門であった。1916年に前部と艦尾の47mm砲は45口径7cm砲に換装され、また8mm対空機関砲1基が追加された。
「マグネート」はエルビングのF. シーシャウ社で建造。1895年9月起工。1896年3月21日進水。1896年7月5日にオーストリア＝ハンガリー帝国海軍に引き渡され、同年8月2日にプーラに着いた。
「マグネート」は1897年から1898年にかけて多国籍艦隊に加わりクレタ島封鎖に参加した。1901年、ギリシャ、トルコ、レバノン、シリアへの巡航を行った。1909年、装甲巡洋艦「カイザー・カール6世」、巡洋艦「ツェンタ」とともにピレウスへ派遣された。騒乱が起きていたため、同地には外国人保護のための多国籍艦隊が派遣されていた。
1915年6月、「マグネート」は撃墜されたイタリア飛行船「Città di Ferrara」の生存者を救助した。
1916年7月31日、イタリア潜水艦「Giacinto Pullino」がフューメ湾で座礁。「マグネート」は同艦の引き揚げを行う船の護衛を務めた。「Giacinto Pullino」はプーラへ曳航される途中に沈没。8月2日、ロシニ島へ戻る途中の「マグネート」はイタリア潜水艦「Salpa」の雷撃を受けた。魚雷4本の内1本が命中。「マグネート」は艦尾と舵を失い、駆逐艦/水雷砲艦「Satellit」によってプーラへ曳航されて、そこで修理を受けた。
1918年8月11日に汽船「Euterpe」がイタリア潜水艦「F7」に撃沈されると、「マグネート」は救助活動にあたった。
第一次世界大戦後は、1920年にイタリアに引き渡され、解体された。